# Eugenia guatemalensis
Eugenia guatemalensis là một loài thực vật có hoa trong Họ Đào kim nương. Loài này được Donn.Sm. mô tả khoa học đầu tiên năm 1897.